# Cymri n.º 36
Cymri n.º 36 es un municipio rural canadiense situado en la provincia de Saskatchewan.

## Superficie
Cymri n.º 36 tiene una superficie de 816,38 km².

## Demografía
En 2021, tenía 568 habitantes, una densidad poblacional de 0,7 hab./km², y 281 viviendas.